# Tokoqan
Tokoqan Khan (1230) è stato un condottiero mongolo, membro della famiglia reggente dell'Impero Mongolo discendente diretto di Gengis Khan; figlio di Batu Khan dell'Orda d'Oro.

## Discendenza
Fu il padre di:
- Tartu Khan, padre di Tala Buga, khan dell'Orda d'Oro nel 1287-1290
- Mengu Temur, khan dell'Orda d'Oro nel 1267-1280
- Tuda Mengu, khan dell'Orda d'Oro nel 1280-1287